# Astrangia mercatoris
Astrangia mercatoris är en korallart som beskrevs av Thiel 1941. Astrangia mercatoris ingår i släktet Astrangia och familjen Rhizangiidae. Inga underarter finns listade i Catalogue of Life.